# Werner Dolata
Werner Viktor Petrus Dolata (* 23. Februar 1927 in Brandenburg an der Havel; † 26. Dezember 2015 in Berlin) war ein deutscher Politiker (CDU). Von 1981 bis 1987 gehörte er dem Deutschen Bundestag an.

## Leben
Werner Dolata wuchs in einer katholischen Familie auf; sein Vater arbeitete in der Mitteldeutschen Stahlwerke AG. Als Schüler leitete er ab 1942 eine verbotene katholische Pfadfindergruppe, zuletzt als Pfarrjugendführer, bevor er im Februar 1944 eingezogen wurde.
Später war er als Zahnarzt tätig und gehörte seit 1954 der CDU an. Von 1967 bis 1981 war er Mitglied des Berliner Abgeordnetenhauses. Am 16. Juni 1981 wurde er als Nachfolger Richard von Weizsäckers Mitglied des Deutschen Bundestages, nachdem dieser das Amt des Regierenden Bürgermeisters von Berlin übernommen hatte. Auch in der folgenden, 10. Wahlperiode des Bundestages von 1983 bis 1987 gehörte Dolata der CDU-Fraktion an.

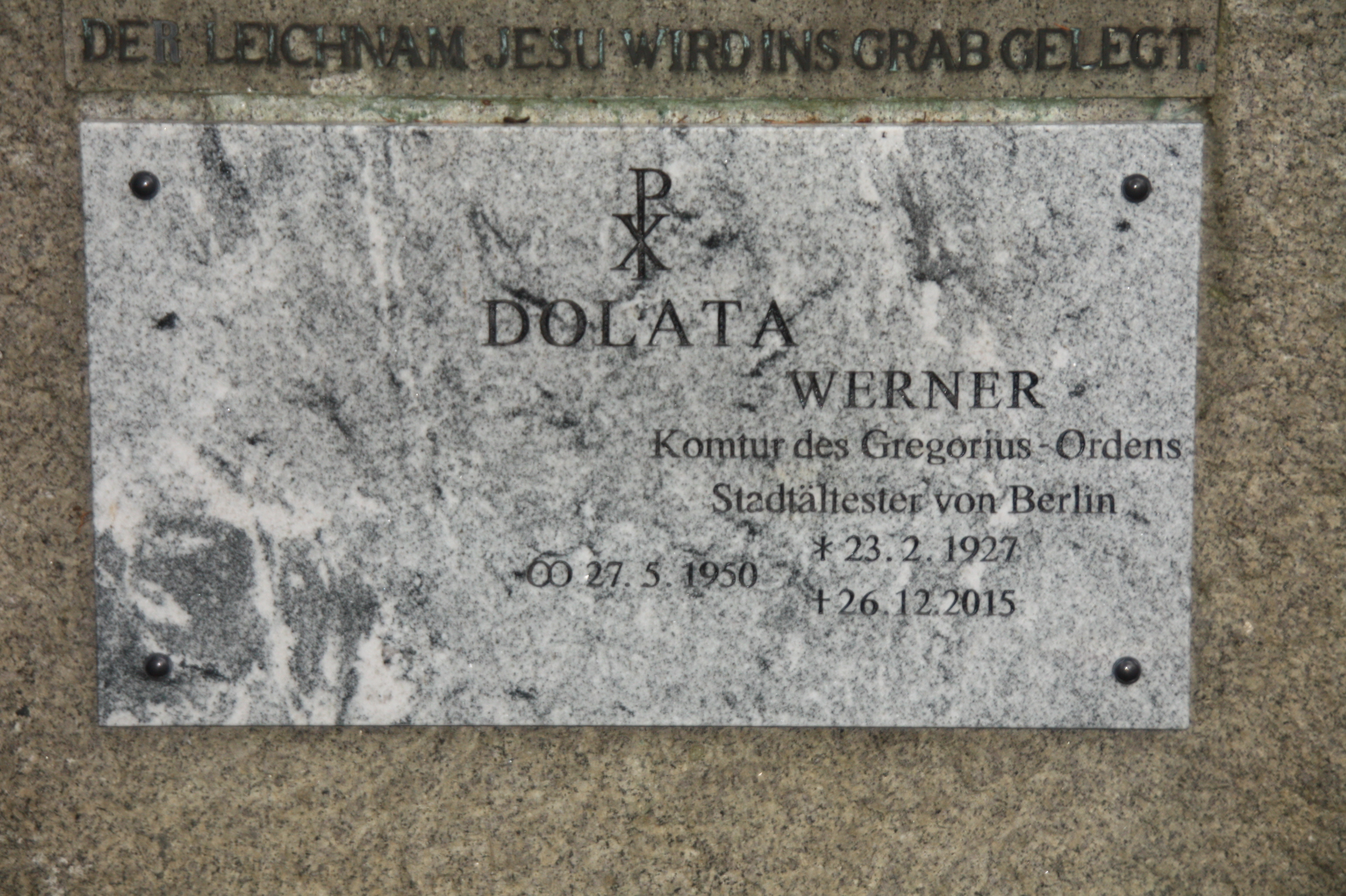
Grabstein auf dem St. Matthias-Friedhof

Der bekennende Katholik engagierte sich u. a. im Diözesanvermögensverwaltungsrat, dem höchsten Finanzgremium des Erzbistums Berlin, und war langjähriger Kirchenvorstand seiner Gemeinde St. Matthias. Am 20. Dezember 2015 ernannte ihn Papst Franziskus für sein vielfältiges Engagement als katholischer Laie zum Komtur des Gregoriusordens. Die Ernennungsurkunde überreichte ihm der Berliner Erzbischof Heiner Koch wenige Tage vor seinem Tod.
Ab Ende der 1980er Jahre veröffentlichte er als Autor und Herausgeber mehrere zeitgeschichtliche Publikationen, darunter auch Autobiografisches.
Seine letzte Ruhestätte fand er auf dem Friedhof der St.-Matthias-Gemeinde in Berlin.

## Ehrungen
- 1974: Verdienstkreuz am Bande des Verdienstordens der Bundesrepublik Deutschland
- 1986: Verdienstkreuz 1. Klasse des Verdienstordens der Bundesrepublik Deutschland
- Am 18. Oktober 1998 wurde ihm der Ehrentitel „Stadtältester von Berlin“ verliehen.
- 2015: Päpstlicher Gregoriusorden durch Papst Franziskus

## Schriften
- Chronik einer Jugend. Katholische Jugend im Bistum Berlin 1936–1949, Hildesheim 1988, ISBN 3-87065-514-3.
- Zeitzeichen. Sprüche und Kontraste, Berlin 1992, ISBN 3-87554-257-6.
- Der Kampf um den Steintorturm in Brandenburg – Eine dokumentarische Reportage. In: Bernd Böger, Michael Kröselberg (Hrsg.): Die Kraft wuchs im Verborgenen – Katholische Jugend zwischen Elbe und Oder 1945–1990. Altenberg 1993, ISBN 3-7761-0020-6, S. 77–100.
- Briefe aus Deutschland: Vom 1. Weltkrieg bis zur Wiedervereinigung 1914 bis 1990, Norderstedt 2004, ISBN 3-8334-1292-5.
- Operativer Vorgang „schwarze Kapelle“. Katholische Kirche und katholische Jugend des Bistums Berlin im Visier der Stasi. Überwachung und Beeinflussung durch das Ministerium für Staatssicherheit der DDR, MfS – Linie XX/4. Selbstverlag, Berlin 2008, ISBN 978-3-00-024010-2.
- Den Spaten über! als 16-Jähriger zum RAD ; 1944/45 ; Arbeitspflichtdienst und Kriegsdienst. Selbstverlag, Berlin 2009, ISBN 978-3-86680-386-2.